# افغانستان در المپیک تابستانی ۱۹۹۶
افغانستان در مسابقات بازی‌های تابستانی المپیک ۱۹۹۶ که در آتلانتا برگزار می‌شد پس از از دست دادن مسابقات المپیک تابستانی ۱۹۹۲ بارسلونا حضور یافت.
افغانستان برای این مسابقات دو نماینده اعزام کرده بود که یک ورزشکار در رشته بوکس به نام محمد جاوید امان به دلیل دیر رسیدن به وزن کشی رد شد. نماینده دیگر افغانستان که در رشته دو در این مسابقات حضور داشت به نام عبدالبصیر واثقی با داشتن مصدومیت در مسابقه دو ماراتن شرکت کرد اما پس از دو ساعت از نفر اول توانست از خط پایان عبور کند.

## دو و میدانی
| ورزشکار         | رویداد | نهایی   | نهایی |
| ورزشکار         | رویداد | نتیجه   | رتبه  |
| --------------- | ------ | ------- | ----- |
| عبدالبصیر واثقی | ماراتن | ۴:۲۴:۱۷ | ۱۱۱   |